# L'artiglio del conciliatore
L'artiglio del conciliatore (The Claw of the Conciliator) è un romanzo science fantasy del 1981 scritto dallo statunitense Gene Wolfe, secondo capitolo del ciclo Il libro del Nuovo Sole.

## Riconoscimenti
Il romanzo si è aggiudicato il Premio Nebula per il miglior romanzo e il Premio Locus per il miglior romanzo fantasy. Inoltre è stato nominato al Premio Hugo per il miglior romanzo e al Premio World Fantasy senza tuttavia aggiudicarsi il premio.

## Edizioni
- Gene Wolfe, L'artiglio del conciliatore, traduzione di Roberta Rambelli, Fantacollana 51, Editrice Nord, 1983, ISBN 8842904937.
- Gene Wolfe, L'artiglio del conciliatore, traduzione di Viviana Viviani, Narrativa Nord 87, Editrice Nord, 1997, ISBN 884290967X.
- Gene Wolfe, L'artiglio del conciliatore, traduzione di Viviana Viviani, Superbestseller 508, Sperling Paperback, 1998, ISBN 884290967X.
- Gene Wolfe, L'artiglio del conciliatore, traduzione di Viviana Viviani, TIF Extra, Fanucci Editore, 2012, ISBN 9788834721407.